# Hekuran Zhiti
Hekuran Zhiti (ur. 13 kwietnia 1911 w Melovie, zm. 15 marca 1989 w Lushnji) – albański dramaturg, nauczyciel i aktor. Stał się popularny dzięki utworowi pod tytułem Përqafimi i dy kundërshtarëve.

## Życiorys
Uczył się w Beracie, następnie w Elbasanie. W 1935 roku po śmierci komunisty Rizy Cerovy napisał poświęconą mu elegię, za co został aresztowany przez władze albańskie. Pracował jako nauczyciel w wiejskich szkołach w regionie Fieru, następnie w Beracie. Na krótko przed zakończeniem II wojny światowej zalecano mu opuszczenie Albanii, czego jednak nie zrobił; zdecydował się zostać w Beracie, gdzie kontynuował działalność literacką.
W 1946 roku został aresztowany i torturowany z powodu swojego wiersza pt. Përqafimi i dy kundërshtarëve. Zwolniono go po półtora roku, jednak został zmuszony do opuszczenia Beratu, więc wraz ze swoją żoną oraz dziećmi wyjechał do Durrës, gdzie znalazł pracę tragarza w porcie, następnie pracował przy brukowaniu dróg. Pisarze Nonda Bulka, Petro Marko oraz Kahreman Ylli interweniowali, by Zhiti mógł pracować dla czasopisma Hosteni, jednak bezskutecznie; w zamian wrócił on do pracy nauczyciela, którą wykonywał w jednej z wiejskich szkół w okolicach Fieru.
W latach 1961–1972 pracował jako aktor w Lushnji.

## Wybrana twórczość[2]
- Përqafimi i dy kundërshtarëve

### Dramaty
- Dramë për Kongresin e Lushnjes
- Krismat për Liri
- Plagët e Shqipërisë
- Shakaxhi e batakçinj
- Të falimentuarit
- Kongres mbi baltë (1972)

## Życie prywatne
Miał dwóch braci: Ahmeda i Maksutina; pierwszy z nich zginął w czasie II wojny światowej, natomiast drugi zginął w wyniku tortur dokonywanych przez albańskie władze komunistyczne.
Był żonaty, miał troje dzieci.